# Радослав (князь Дуклі)
Радослав I (*бл. 1125 — 1163) — князь Дуклі в 1143—1148 та 1162 роках.

## Життєпис
Походив з династії Воїславовичів. Старший син Градіхни, короля Дуклі. Після смерті батька у 1143 році став новим володарем Дуклі, проте став не королем, а князем. Тоді ж визнав зверхність візантійського імператора Мануїла I Комніна.
Втім незабаром вимушений був поділити владу зі своїм братом Володимиром. Молодий вік й політична недосвідченість князя Радослава призвели до феодального розгардіяшу в країні. Разом з тим велике князівство Рашка продовжувала залишатися ворогом Дуклі.
У 1148 році війська раського князя Деси рушив проти Радослава, який зазнав нищівної поразки й вимушений був тікати до Котора. Новим князем Дуклі став Деса.
Радослав зумів захистити Котор від раських військ. Йому на допомогу в 1149 році рушили візантійці, які атакували Рашку. В результаті боротьби у 1150 році Деса відступив Радославу князівство Зета. Лише у 1162 році після сходження Деси на трон Рашки за допомогою візантійців, Радослав повернув собі трон Дуклі. Втім він панував недовго: помер близько 1163 року. Владу успадкував його син Михайло III.